# Calopterygoidea

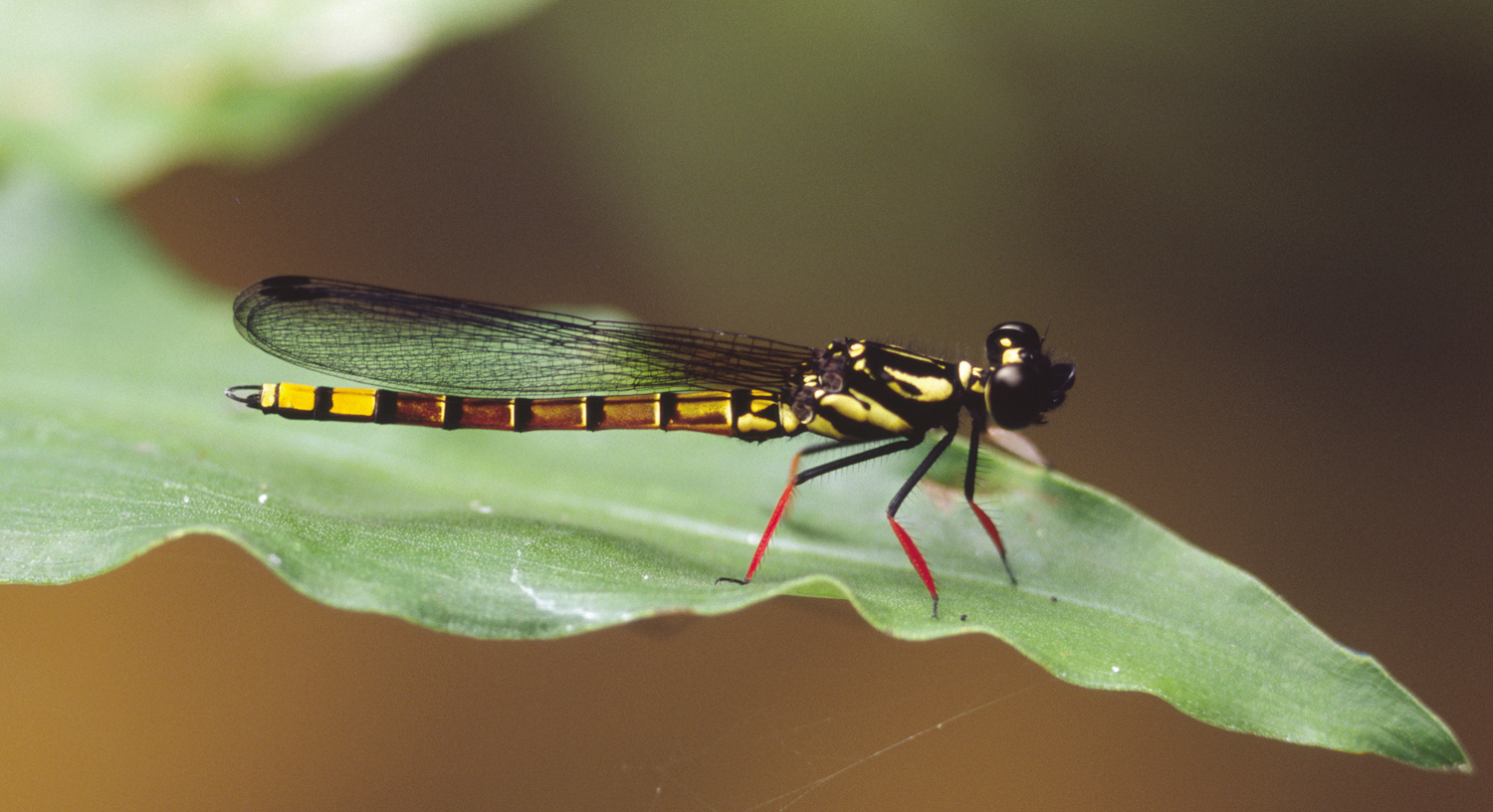
Platycypha eliseva z rodziny Chlorocyphidae

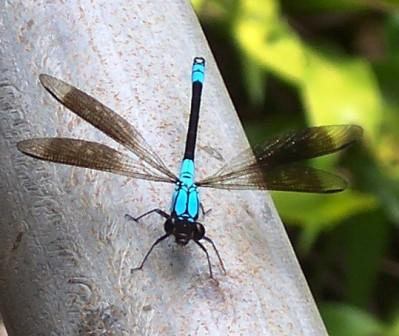
Diphlebia euphoeoides z rodziny Philogangidae

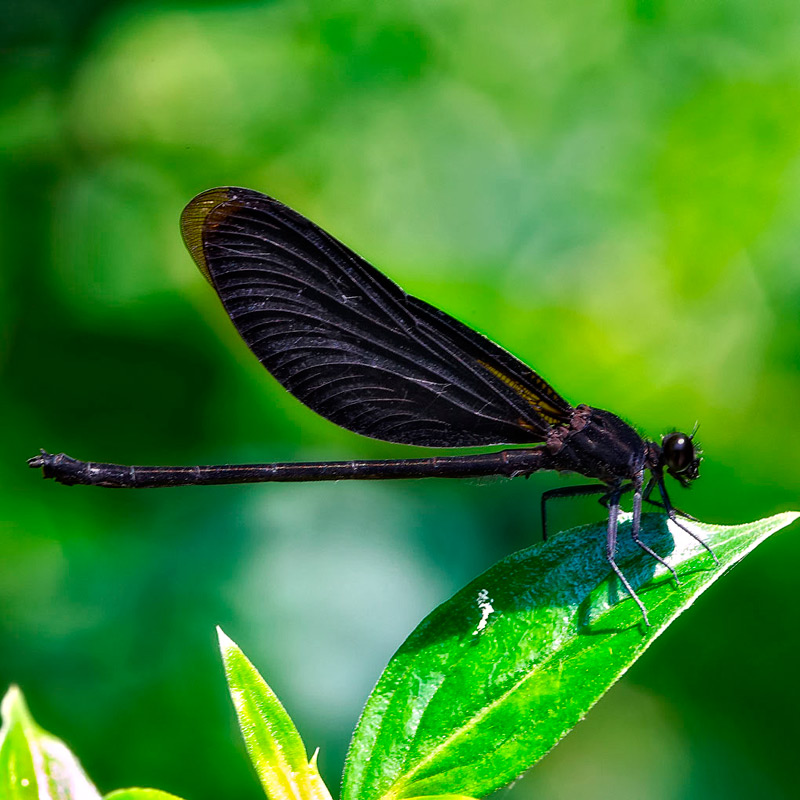
Euphaea masoni z rodziny Euphaeidae

Calopterygoidea – nadrodzina ważek z podrzędu równoskrzydłych. Należące tu gatunki charakteryzuje gęste użyłkowanie skrzydeł. Obejmuje 19 rodzin i kilkanaście rodzajów o niepewnej pozycji systematycznej. Prawdopodobnie stanowi takson parafiletyczny.

## Opis
Należą tu ważki równoskrzydłe średniej wielkości do dużych. Ich szerokie skrzydła mają gęsto siateczkowate użyłkowanie i często posiadają metaliczny połysk. Obecnych jest na nich zwykle pięć lub więcej żyłek antenodalnych, a żyłki postnodalne nie łączą się od spodu z żyłkami poprzecznymi. Komórka dyskoidalna jest kanciasta i długa, zwykle podzielona. Trzecia żyłka wtrącona sektora interradialnego (żyłka IRiii) oraz czwarte odgałęzienie żyłki radialnej (żyłka Riv) biorą swój początek bliżej arculusa niż nodulusa, z którego to wychodzi trzecia odnoga żyłki radialnej (żyłka Riii). Żyłka analna jest od swej nasady oddzielona od krawędzi skrzydła.
Larwy Calopterygoidea mają zwykle głęboko wyciętą wargę dolną, a ich skrzelotchawki rektalne są trójgraniaste lub torebkowate.

## Systematyka
Zasięg tego taksonu był różnie definiowany przez różnych autorów. Bechly (1996) zaliczał tu Calopterygidae, Chlorocyphidae, Dicteriadidae, Euphaeidae, Polythoridae, Amphipterygidae, a także rodzaje Diphlebia, Philoganga, Pseudolestes and Thaumatoneura. Steinmann (1997) zaliczał doń rodziny Amphipterygidae, Calopterygidae, Chlorocyphidae, Diphlebiidae, Euphaeidae, Polythoridae, Rimanellidae. Rehn (2003) zawężał ich znaczenie do rodzin Calopterygidae, Chlorocyphidae, Dicteriadidae, Euphaeidae i Polythoridae. Żadna z analiz filogenetycznych nie potwierdziła monofiletyzmu tej grupy i najprawdopodobniej jest to takson parafiletyczny, który w przyszłości może zostać rozbity na więcej nadrodzin.
Dijkstra i współpracownicy na podstawie przeprowadzonych badań filogenetycznych zaproponowali w 2013 następujący podział systematyczny tej "nadrodziny":
- Amphipterygidae Tillyard, 1917
- Argiolestidae Fraser, 1957
- Calopterygidae Selys, 1850
- Chlorocyphidae Cowley, 1937
- Devadattidae Dijkstra
- Dicteriadidae Montgomery, 1959
- Euphaeidae Yakobson & Bianchi, 1905
- Heteragrionidae Rácenis, 1959
- Hypolestidae Fraser, 1938
- Lestoideidae Munz, 1919
- Megapodagrionidae Calvert, 1913
- Pentaphlebiidae Novelo-Gutiérrez, 1995
- Philogangidae Kennedy, 1920
- Philogeniidae Rácenis, 1959
- Philosinidae Kennedy, 1925
- Polythoridae Munz, 1919
- Pseudolestidae Fraser, 1957
- Rimanellidae Davies & Tobin, 1984
- Thaumatoneuridae Fraser, 1938
- Incertae sedis group 1:
  - Agriomorpha May, 1933
  - Bornargiolestes Kimmins, 1936
  - Burmargiolestes Kennedy, 1925
  - Rhipidolestes Ris, 1912
- Incertae sedis group 2:
  - Amanipodagrion Pinhey, 1962
- Incertae sedis group 3:
  - Dimeragrion Calvert, 1913
  - Heteropodagrion Selys, 1885
  - Mesagrion Selys, 1885
- Incertae sedis group 4:
  - Mesopodagrion McLachlan, 1897
- Incertae sedis group 5:
  - Priscagrion Zhou & Wilson, 2001
  - Sinocnemis Wilson & Zhou, 2000
- Incertae sedis group 6:
  - Protolestes Förster, 1897
- Incertae sedis group 7:
  - Tatocnemis Kirby, 1889
- Incertae sedis group 8:
  - Sciotropis Rácenis, 1959

Na podziale tym bazuje system zastosowany w World Odonat List Schorra i Paulsona.